# Manfred Kaiser
Manfred Kaiser * (7. ledna 1929, Zeitz - 15. února 2017, Lindau) byl východoněmecký fotbalista, záložník, reprezentant Východního Německa (NDR). V roce 1963 byl vyhlášen historicky prvním východoněmeckým fotbalistou roku. Po skončení aktivní kariéry působil jako trenér.

## Fotbalová kariéra
Ve východoněmecké oberlize hrál za BSG Wismut Gera, BSG Wismut Karl-Marx-Stadt a BSG Wismut Aue, nastoupil ve 349 ligových utkáních a dal 36 gólů. S BSG Wismut Karl-Marx-Stadt vyhrál čtyřikrát východoněmeckou oberligu a jednou východoněmecký fotbalový pohár. V Poháru mistrů evropských zemí nastoupil v 16 utkáních a dal 1 gól. Za reprezentaci Východního Německa (NDR) nastoupil v letech 1955-1964 ve 31 utkáních a dal 1 gól.

## Ligová bilance
| Ročník           | Zápasy | Góly | Klub                       |
| ---------------- | ------ | ---- | -------------------------- |
| I. liga 1950/51  | 32     | 7    | Motor Gera                 |
| I. liga 1951/52  | 35     | 10   | Motor Gera                 |
| I. liga 1952/53  | 23     | 4    | BSG Wismut Gera            |
| II. liga 1953/54 | 24     | 6    | BSG Wismut Gera            |
| II. liga 1954/55 | 14     | 13   | BSG Wismut Gera            |
| I. liga 1954/55  | 12     | 2    | BSG Wismut Karl-Marx-Stadt |
| I. liga 1955     | 13     | 4    | BSG Wismut Karl-Marx-Stadt |
| I. liga 1956     | 26     | 4    | BSG Wismut Karl-Marx-Stadt |
| I. liga 1957     | 25     | 2    | BSG Wismut Karl-Marx-Stadt |
| I. liga 1958     | 26     | 2    | BSG Wismut Karl-Marx-Stadt |
| I. liga 1959     | 25     | 0    | BSG Wismut Karl-Marx-Stadt |
| I. liga 1960     | 25     | 1    | BSG Wismut Karl-Marx-Stadt |
| I. liga 1961/62  | 39     | 0    | BSG Wismut Karl-Marx-Stadt |
| I. liga 1962/63  | 19     | 0    | BSG Wismut Karl-Marx-Stadt |
| I. liga 1963/64  | 21     | 0    | BSG Wismut Aue             |
| I. liga 1964/65  | 22     | 0    | BSG Wismut Aue             |
| CELKEM I. liga   | 349    | 36   |                            |